# Chancengerechtigkeit
Der Begriff Chancengerechtigkeit stammt aus der Bildungspolitik und bezeichnet die Forderung nach dem Ermöglichen eines „gerechten“ Zugangs zu sozialen Gütern und Positionen. Dabei kann eine Sozialordnung als „chancengerecht“ beurteilt werden, selbst wenn die Chancen nicht völlig gleich verteilt sind, also im Unterschied zum Begriff der „Chancengleichheit“.
Die genauen Begriffsbestimmungen und Verhältnisbestimmungen von „Chancengerechtigkeit“ und „Chancengleichheit“ sind dabei abhängig von den zugrundegelegten Auffassungen über Gerechtigkeit, insb. über Soziale Gerechtigkeit, und ggf. auch über wünschenswerte Wirtschafts- und Sozialordnungen und deren erwartete Effekte. Der Begriff der „Chancengleichheit“ kann u. a. auch so gebraucht werden, dass damit die Forderung verbunden wird, jede Person solle, gleichgültig, welcher sozialen Schicht sie entstammt, exakt gleiche Chancen (z. B. auf Ausbildungsgänge) erhalten, während „Chancengerechtigkeit“ entsprechende Zugangsrechte relativiert auf die individuellen Begabungen.
Der Begriff der Chancengerechtigkeit wurde von den 1970er bis 1990er Jahren hauptsächlich von Bildungspolitikern der CDU benutzt, gehört nun aber seit einigen Jahren auch zum Vokabular von liberalen und sozialdemokratischen Bildungspolitikern.

## Kritik am Begriff der Chancengerechtigkeit
Von der Bourdieuschen Bildungsforschung wird der Begriff Chancengerechtigkeit als Teil einer politischen Kampagne kritisiert:
„‚Chancengerechtigkeit‘, wie sie seit Anfang der 80er Jahre in der Bundesrepublik diskutiert wurde, meint jene ‚Gerechtigkeit‘, die die ‚Leistungen‘ der Eltern ‚gerechterweise‘ an die Kinder weiterzugeben erlaubt und die ‚ungerechte Gleichmacherei‘ konterkariert. Sie meint somit nichts als die Legitimation sozial-hereditärer Privilegienweitergabe.“